# Mae Young Classic (2017)
El Mae Young Classic 2017 fue el primer torneo de lucha libre femenina, producido por la WWE. Está constituido por 32 luchadoras profesionales provenientes de NXT y del circuito independiente. El torneo inaugural se llevó a cabo el 13 y 14 de julio de 2017, que se transmitió por la WWE Network el 28 de agosto (ronda 1) y el 4 de septiembre (ronda 2, cuartos de final y semifinales), y la lucha final se transmitió en vivo el 12 de septiembre de 2017, también por WWE Network. La ganadora del torneo inaugural fue Kairi Sane.
Un segundo torneo está programado para el 2018, haciendo del Mae Young Classic un evento anual.

## Historia
Debido al éxito dado por el WWE Cruiserweight Classic, torneo realizado para luchadores peso crucero, WWE se interesó en expandir esto pero para el talento femenino por lo que se anunció la creación del torneo femenino Mae Young Classic, esto en honor a la luchadora y miembro del Salón de la Fama de la WWE Mae Young, quien falleció en 2014.
Dicho torneo se basa en el impacto causado por parte de la división femenina en la WWE en sus tres marcas Raw, SmackDown y NXT; dando luchas como el primer Iron Woman Match de 30 minutos en NXT TakeOver: Respect, el Hell in a Cell Match femenino en Hell in a Cell, el Gauntlet Match femenino de Raw, el Money in the Bank Ladder Match de mujeres en SmackDown. y el Last Woman Standing Match de NXT. Además, se suman los talentos que impulsaron dichos tipos de lucha como Charlotte Flair, Sasha Banks, Becky Lynch, Bayley, Alexa Bliss y Asuka.
El torneo fue comentado por los miembros del Salón de la Fama de WWE: Jim Ross, Lita y Alundra Blayze.

## Luchas de Clasificación
Grabaciones de WWE NXT - 23 de junio (Full Sail University - Winter Park, Florida)
| N.º | Resultados                           | Fecha               | Estipulación                                  |
| --- | ------------------------------------ | ------------------- | --------------------------------------------- |
| 1   | Bianca BelAir derrotó a Aliyah       | 23 de junio de 2017 | Lucha clasificadora para el Mae Young Classic |
| 2   | Vanessa Borne derrotó a Jayme Hachey | 23 de junio de 2017 | Lucha clasificadora para el Mae Young Classic |

## Personal del torneo

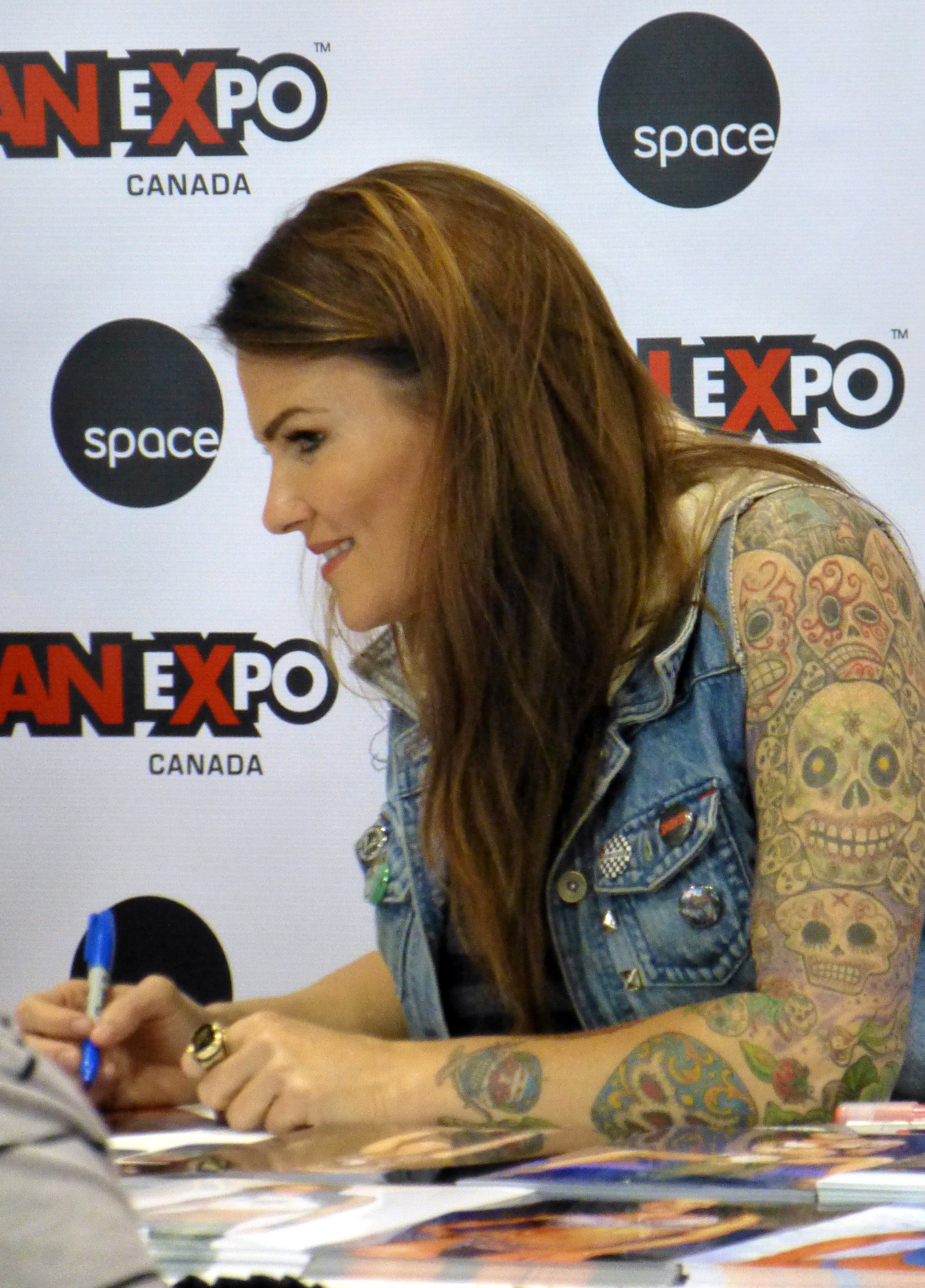
Lita

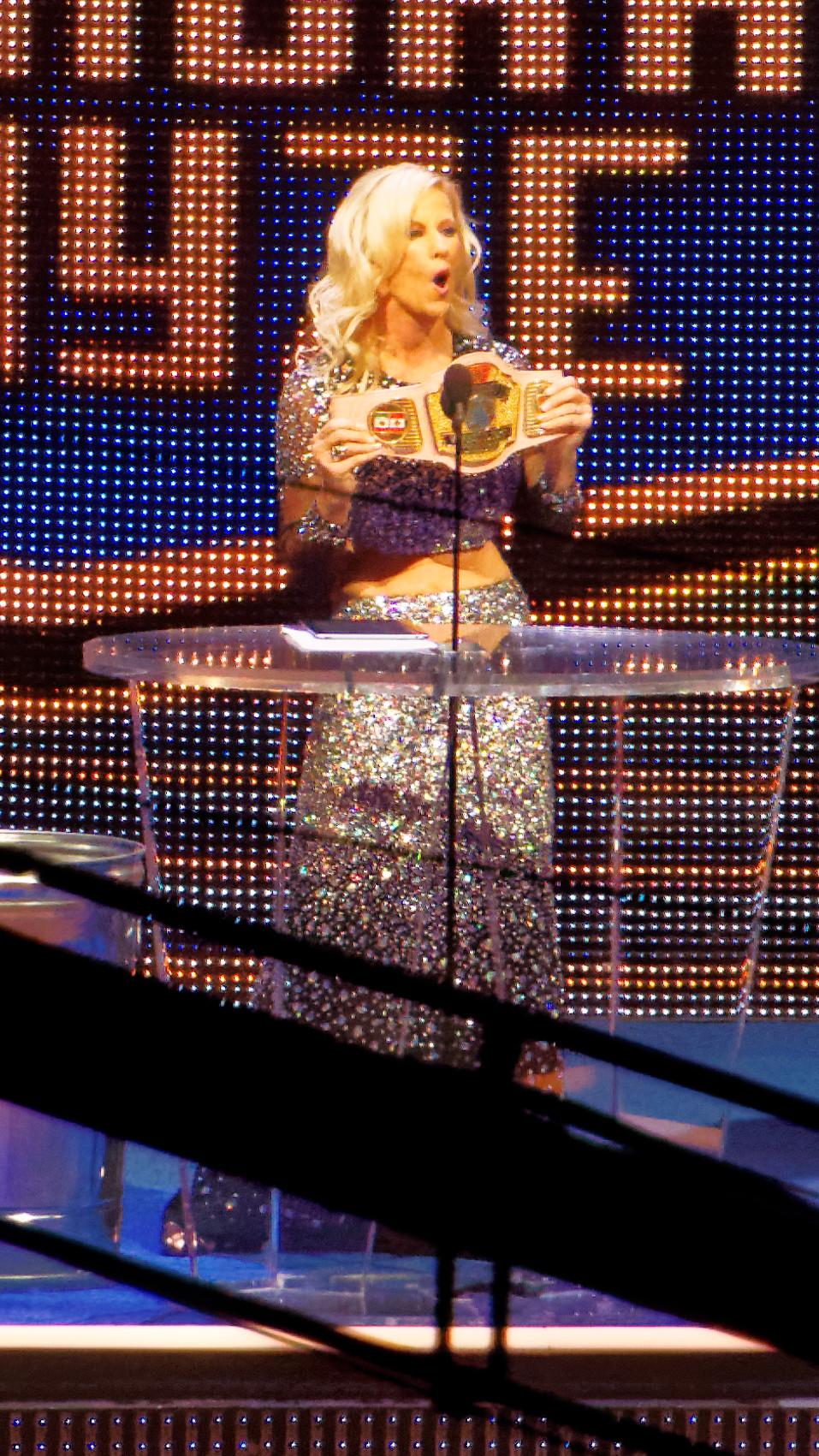
Alundra Blayze

### Participantes
| N.º | Nombre            | Nombre verdadero                   | Nacionalidad         | Notas                                                                  |
| --- | ----------------- | ---------------------------------- | -------------------- | ---------------------------------------------------------------------- |
| 1   | Abbey Laith       | Kimberly Franklele                 | Estados Unidos       |                                                                        |
| 2   | Ayesha Raymond    | Ayesha Raymond                     | Inglaterra           |                                                                        |
| 3   | Bianca Belair     | Bianca Blair                       | Estados Unidos       | Añadida por clasificación                                              |
| 4   | Candice LeRae     | Candice Dawson Gargano             | Estados Unidos       |                                                                        |
| 5   | Dakota Kai        | Cheree Growley                     | Nueva Zelanda        |                                                                        |
| 6   | Jazzy Gabert      | Marie Gabert                       | Alemania             |                                                                        |
| 7   | Kavita Devi       | Kavita Dalal                       | India                |                                                                        |
| 8   | Kairi Sane        | Kaori Housako                      | Japón                | Ganadora del Mae Young Classic                                         |
| 9   | Kay Lee Ray       | Kaileigh Rae                       | Escocia              |                                                                        |
| 10  | Lacey Evans       | Macey Estrella                     | Estados Unidos       |                                                                        |
| 11  | Marti Belle       | Martibel Payano                    | República Dominicana |                                                                        |
| 12  | Mercedes Martinez | Jazmín Benítez                     | Estados Unidos       |                                                                        |
| 13  | Mia Yim           | Stephanie Bell                     | Corea del Sur        |                                                                        |
| 14  | Miranda Salinas   | Miranda Ilisa                      | Estados Unidos       |                                                                        |
| 15  | Nicole Savoy      | Nicole Matthias                    | Estados Unidos       |                                                                        |
| 16  | Piper Niven       | Kimberly Benson                    | Escocia              |                                                                        |
| 17  | Princesa Sugehit  | Ernestina Sugehit Salazar Martínez | México               | En el momento de la competencia aún no se sabía su verdadera identidad |
| 18  | Rachel Evers      | Rachael Ellering                   | Estados Unidos       |                                                                        |
| 19  | Reina González    | Victoria González                  | Estados Unidos       |                                                                        |
| 20  | Renee Michelle    | Renee Michelle                     | Estados Unidos       |                                                                        |
| 21  | Rhea Ripley       | Demi Bennett                       | Australia            |                                                                        |
| 22  | Sage Beckett      | Mary Kate Duignan Glidewel         | Estados Unidos       |                                                                        |
| 23  | Santana Garrett   | Santana Garrett                    | Estados Unidos       |                                                                        |
| 24  | Sarah Logan       | Sarah Bridges Rowe                 | Estados Unidos       |                                                                        |
| 25  | Serena Deeb       | Serena Deeb                        | Estados Unidos       |                                                                        |
| 26  | Shayna Baszler    | Shayna Baszler                     | Estados Unidos       |                                                                        |
| 27  | Taynara Conti     | Taynara Melo de Carvalho           | Brasil               |                                                                        |
| 28  | Tessa Blanchard   | Tessa Blanchard                    | Estados Unidos       |                                                                        |
| 29  | Toni Storm        | Toni Rossall                       | Australia            |                                                                        |
| 30  | Vanessa Borne     | Danielle Kamela                    | Estados Unidos       | Añadida por clasificación                                              |
| 31  | Xia Li            | Zhao Xia                           | China                |                                                                        |
| 32  | Zeda              | Julia Ho                           | China                |                                                                        |

### Participantes alternas
En caso de que, si un participante oficial sufriera una lesión, sería reemplazada por una de las siguientes participantes:
| Luchadora       | Nombre real           | País           |
| --------------- | --------------------- | -------------- |
| Barbi Hayden    | Callee Wilkerson      | Estados Unidos |
| Deonna Purrazzo | Deonna Purrazzo       | Italia         |
| Jessica James   | Jessica Kathleen Shaw | Estados Unidos |
| Lei'D Tapa      | Seini Draughn         | Tonga          |
| Nicole Matthews | Lindsay Miller        | Canadá         |

### Reemplazos
La siguiente tabla muestra los reemplazos de los participantes que no han podido continuar o participar del torneo.
| Luchadora    | País  | Progreso en el Torneo                 | Razón          | Reemplazo       |
| ------------ | ----- | ------------------------------------- | -------------- | --------------- |
| Nixon Newell | Gales | Remplazada antes de iniciar el torneo | Lesión del LCA | Miranda Salinas |

## Personal de transmisión
| Nombre         | Nombre real        | Función                                       |
| -------------- | ------------------ | --------------------------------------------- |
| Dasha Fuentes  | Dasha Kuret        | Anunciadora                                   |
| Jim Ross       | James William Ross | Comentarista Hall of Famer.                   |
| Lita           | Amy Dumas          | Comentarista Hall of Famer.                   |
| Alundra Blayze | Debrah Anne Miceli | Entrevistadora tras bastidores Hall of Famer. |

## Resultados
Se establecieron los siguientes plazos:
- Primera ronda: 15 minutos
- Segunda ronda: 20 minutos
- Cuartos de final: 25 minutos
- Semifinales: 30 minutos
- Final: Sin límite de tiempo

|  | Ronda de 32 Grabación 13 de julio Transmisión 28 de agosto | Ronda de 32 Grabación 13 de julio Transmisión 28 de agosto |                   |        | Ronda de 16 Grabación 14 de julio Transmisión 4 de septiembre | Ronda de 16 Grabación 14 de julio Transmisión 4 de septiembre |  |  | Cuartos de Final Grabación 14 de julio Transmisión 4 de septiembre | Cuartos de Final Grabación 14 de julio Transmisión 4 de septiembre |  |  | Semifinales Grabación 14 de julio Transmisión 4 de septiembre | Semifinales Grabación 14 de julio Transmisión 4 de septiembre |  |  | Final En vivo 12 de septiembre | Final En vivo 12 de septiembre |
|  |                                                            |                                                            |                   |        |                                                               |                                                               |  |  |                                                                    |                                                                    |  |  |                                                               |                                                               |  |  |                                |                                |
|  | – Episodio 1                                               |                                                            |                   |        |                                                               |                                                               |  |  |                                                                    |                                                                    |  |  |                                                               |                                                               |  |  |                                |                                |
|  |                                                            |                                                            |                   |        |                                                               |                                                               |  |  |                                                                    |                                                                    |  |  |                                                               |                                                               |  |  |                                |                                |
|  | Jazzy Gabert                                               | [ 19 ]                                                     |                   |        |                                                               |                                                               |  |  |                                                                    |                                                                    |  |  |                                                               |                                                               |  |  |                                |                                |
|  | Jazzy Gabert                                               | [ 19 ]                                                     | – Episodio 5      |        |                                                               |                                                               |  |  |                                                                    |                                                                    |  |  |                                                               |                                                               |  |  |                                |                                |
|  | Abbey Laith                                                | Pin                                                        |                   |        |                                                               |                                                               |  |  |                                                                    |                                                                    |  |  |                                                               |                                                               |  |  |                                |                                |
|  | Abbey Laith                                                | Pin                                                        | Abbey Laith       | Pin    |                                                               |                                                               |  |  |                                                                    |                                                                    |  |  |                                                               |                                                               |  |  |                                |                                |
|  | – Episodio 2                                               |                                                            | Abbey Laith       | Pin    |                                                               |                                                               |  |  |                                                                    |                                                                    |  |  |                                                               |                                                               |  |  |                                |                                |
|  |                                                            | Rachel Evers                                               | [ 20 ]            |        |                                                               |                                                               |  |  |                                                                    |                                                                    |  |  |                                                               |                                                               |  |  |                                |                                |
|  | Rachel Evers                                               | Rachel Evers                                               | [ 20 ]            | Pin    |                                                               |                                                               |  |  |                                                                    |                                                                    |  |  |                                                               |                                                               |  |  |                                |                                |
|  | Rachel Evers                                               |                                                            | – Episodio 7      | Pin    |                                                               |                                                               |  |  |                                                                    |                                                                    |  |  |                                                               |                                                               |  |  |                                |                                |
|  | Marti Belle                                                | [ 21 ]                                                     |                   |        |                                                               |                                                               |  |  |                                                                    |                                                                    |  |  |                                                               |                                                               |  |  |                                |                                |
|  | Marti Belle                                                | [ 21 ]                                                     | Abbey Laith       | [ 22 ] |                                                               |                                                               |  |  |                                                                    |                                                                    |  |  |                                                               |                                                               |  |  |                                |                                |
|  | – Episodio 1                                               |                                                            | Abbey Laith       | [ 22 ] |                                                               |                                                               |  |  |                                                                    |                                                                    |  |  |                                                               |                                                               |  |  |                                |                                |
|  |                                                            | Mercedes Martinez                                          | Pin               |        |                                                               |                                                               |  |  |                                                                    |                                                                    |  |  |                                                               |                                                               |  |  |                                |                                |
|  | Princesa Sugehit                                           | Mercedes Martinez                                          | Pin               | Sub    |                                                               |                                                               |  |  |                                                                    |                                                                    |  |  |                                                               |                                                               |  |  |                                |                                |
|  | Princesa Sugehit                                           | – Episodio 5                                               |                   | Sub    |                                                               |                                                               |  |  |                                                                    |                                                                    |  |  |                                                               |                                                               |  |  |                                |                                |
|  | Kay Lee Ray                                                | [ 19 ]                                                     |                   |        |                                                               |                                                               |  |  |                                                                    |                                                                    |  |  |                                                               |                                                               |  |  |                                |                                |
|  | Kay Lee Ray                                                | [ 19 ]                                                     | Princesa Sugehit  | [ 20 ] |                                                               |                                                               |  |  |                                                                    |                                                                    |  |  |                                                               |                                                               |  |  |                                |                                |
|  | – Episodio 2                                               |                                                            | Princesa Sugehit  | [ 20 ] |                                                               |                                                               |  |  |                                                                    |                                                                    |  |  |                                                               |                                                               |  |  |                                |                                |
|  |                                                            | Mercedes Martinez                                          | Pin               |        |                                                               |                                                               |  |  |                                                                    |                                                                    |  |  |                                                               |                                                               |  |  |                                |                                |
|  | Xia Li                                                     | Mercedes Martinez                                          | Pin               | [ 21 ] |                                                               |                                                               |  |  |                                                                    |                                                                    |  |  |                                                               |                                                               |  |  |                                |                                |
|  | Xia Li                                                     |                                                            | – Episodio 8      | [ 21 ] |                                                               |                                                               |  |  |                                                                    |                                                                    |  |  |                                                               |                                                               |  |  |                                |                                |
|  | Mercedes Martinez                                          | Sub                                                        |                   |        |                                                               |                                                               |  |  |                                                                    |                                                                    |  |  |                                                               |                                                               |  |  |                                |                                |
|  | Mercedes Martinez                                          | Sub                                                        | Mercedes Martinez | [ 23 ] |                                                               |                                                               |  |  |                                                                    |                                                                    |  |  |                                                               |                                                               |  |  |                                |                                |
|  | – Episodio 4                                               |                                                            | Mercedes Martinez | [ 23 ] |                                                               |                                                               |  |  |                                                                    |                                                                    |  |  |                                                               |                                                               |  |  |                                |                                |
|  |                                                            | Shayna Baszler                                             | Sub               |        |                                                               |                                                               |  |  |                                                                    |                                                                    |  |  |                                                               |                                                               |  |  |                                |                                |
|  | Nicole Savoy                                               | Shayna Baszler                                             | Sub               | Sub    |                                                               |                                                               |  |  |                                                                    |                                                                    |  |  |                                                               |                                                               |  |  |                                |                                |
|  | Nicole Savoy                                               | – Episodio 6                                               |                   | Sub    |                                                               |                                                               |  |  |                                                                    |                                                                    |  |  |                                                               |                                                               |  |  |                                |                                |
|  | Reina González                                             | [ 24 ]                                                     |                   |        |                                                               |                                                               |  |  |                                                                    |                                                                    |  |  |                                                               |                                                               |  |  |                                |                                |
|  | Reina González                                             | [ 24 ]                                                     | Nicole Savoy      | [ 25 ] |                                                               |                                                               |  |  |                                                                    |                                                                    |  |  |                                                               |                                                               |  |  |                                |                                |
|  | – Episodio 4                                               |                                                            | Nicole Savoy      | [ 25 ] |                                                               |                                                               |  |  |                                                                    |                                                                    |  |  |                                                               |                                                               |  |  |                                |                                |
|  |                                                            | Candice LeRae                                              | Pin               |        |                                                               |                                                               |  |  |                                                                    |                                                                    |  |  |                                                               |                                                               |  |  |                                |                                |
|  | Renee Michelle                                             | Candice LeRae                                              | Pin               | [ 24 ] |                                                               |                                                               |  |  |                                                                    |                                                                    |  |  |                                                               |                                                               |  |  |                                |                                |
|  | Renee Michelle                                             |                                                            | – Episodio 7      | [ 24 ] |                                                               |                                                               |  |  |                                                                    |                                                                    |  |  |                                                               |                                                               |  |  |                                |                                |
|  | Candice LeRae                                              | Pin                                                        |                   |        |                                                               |                                                               |  |  |                                                                    |                                                                    |  |  |                                                               |                                                               |  |  |                                |                                |
|  | Candice LeRae                                              | Pin                                                        | Candice LeRae     | [ 22 ] |                                                               |                                                               |  |  |                                                                    |                                                                    |  |  |                                                               |                                                               |  |  |                                |                                |
|  | – Episodio 2                                               |                                                            | Candice LeRae     | [ 22 ] |                                                               |                                                               |  |  |                                                                    |                                                                    |  |  |                                                               |                                                               |  |  |                                |                                |
|  |                                                            | Shayna Baszler                                             | Sub               |        |                                                               |                                                               |  |  |                                                                    |                                                                    |  |  |                                                               |                                                               |  |  |                                |                                |
|  | Sarah Logan                                                | Shayna Baszler                                             | Sub               | [ 21 ] |                                                               |                                                               |  |  |                                                                    |                                                                    |  |  |                                                               |                                                               |  |  |                                |                                |
|  | Sarah Logan                                                | – Episodio 6                                               |                   | [ 21 ] |                                                               |                                                               |  |  |                                                                    |                                                                    |  |  |                                                               |                                                               |  |  |                                |                                |
|  | Mia Yim                                                    | Pin                                                        |                   |        |                                                               |                                                               |  |  |                                                                    |                                                                    |  |  |                                                               |                                                               |  |  |                                |                                |
|  | Mia Yim                                                    | Pin                                                        | Mia Yim           | [ 25 ] |                                                               |                                                               |  |  |                                                                    |                                                                    |  |  |                                                               |                                                               |  |  |                                |                                |
|  | – Episodio 1                                               |                                                            | Mia Yim           | [ 25 ] |                                                               |                                                               |  |  |                                                                    |                                                                    |  |  |                                                               |                                                               |  |  |                                |                                |
|  |                                                            | Shayna Baszler                                             | Sub               |        |                                                               |                                                               |  |  |                                                                    |                                                                    |  |  |                                                               |                                                               |  |  |                                |                                |
|  | Zeda                                                       | Shayna Baszler                                             | Sub               | [ 19 ] |                                                               |                                                               |  |  |                                                                    |                                                                    |  |  |                                                               |                                                               |  |  |                                |                                |
|  | Zeda                                                       |                                                            | – Episodio 9      | [ 19 ] |                                                               |                                                               |  |  |                                                                    |                                                                    |  |  |                                                               |                                                               |  |  |                                |                                |
|  | Shayna Baszler                                             | Sub                                                        |                   |        |                                                               |                                                               |  |  |                                                                    |                                                                    |  |  |                                                               |                                                               |  |  |                                |                                |
|  | Shayna Baszler                                             | Sub                                                        | Shayna Baszler    | 12:00  |                                                               |                                                               |  |  |                                                                    |                                                                    |  |  |                                                               |                                                               |  |  |                                |                                |
|  | – Episodio 4                                               |                                                            | Shayna Baszler    | 12:00  |                                                               |                                                               |  |  |                                                                    |                                                                    |  |  |                                                               |                                                               |  |  |                                |                                |
|  |                                                            | Kairi Sane                                                 | Pin               |        |                                                               |                                                               |  |  |                                                                    |                                                                    |  |  |                                                               |                                                               |  |  |                                |                                |
|  | Kairi Sane                                                 | Kairi Sane                                                 | Pin               | Pin    |                                                               |                                                               |  |  |                                                                    |                                                                    |  |  |                                                               |                                                               |  |  |                                |                                |
|  | Kairi Sane                                                 | – Episodio 5                                               |                   | Pin    |                                                               |                                                               |  |  |                                                                    |                                                                    |  |  |                                                               |                                                               |  |  |                                |                                |
|  | Tessa Blanchard                                            | [ 24 ]                                                     |                   |        |                                                               |                                                               |  |  |                                                                    |                                                                    |  |  |                                                               |                                                               |  |  |                                |                                |
|  | Tessa Blanchard                                            | [ 24 ]                                                     | Kairi Sane        | Pin    |                                                               |                                                               |  |  |                                                                    |                                                                    |  |  |                                                               |                                                               |  |  |                                |                                |
|  | – Episodio 3                                               |                                                            | Kairi Sane        | Pin    |                                                               |                                                               |  |  |                                                                    |                                                                    |  |  |                                                               |                                                               |  |  |                                |                                |
|  |                                                            | Bianca Belair                                              | [ 20 ]            |        |                                                               |                                                               |  |  |                                                                    |                                                                    |  |  |                                                               |                                                               |  |  |                                |                                |
|  | Sage Beckett                                               | Bianca Belair                                              | [ 20 ]            | [ 27 ] |                                                               |                                                               |  |  |                                                                    |                                                                    |  |  |                                                               |                                                               |  |  |                                |                                |
|  | Sage Beckett                                               |                                                            | – Episodio 7      | [ 27 ] |                                                               |                                                               |  |  |                                                                    |                                                                    |  |  |                                                               |                                                               |  |  |                                |                                |
|  | Bianca Belair                                              | Pin                                                        |                   |        |                                                               |                                                               |  |  |                                                                    |                                                                    |  |  |                                                               |                                                               |  |  |                                |                                |
|  | Bianca Belair                                              | Pin                                                        | Kairi Sane        | Pin    |                                                               |                                                               |  |  |                                                                    |                                                                    |  |  |                                                               |                                                               |  |  |                                |                                |
|  | – Episodio 3                                               |                                                            | Kairi Sane        | Pin    |                                                               |                                                               |  |  |                                                                    |                                                                    |  |  |                                                               |                                                               |  |  |                                |                                |
|  |                                                            | Dakota Kai                                                 | [ 22 ]            |        |                                                               |                                                               |  |  |                                                                    |                                                                    |  |  |                                                               |                                                               |  |  |                                |                                |
|  | Dakota Kai                                                 | Dakota Kai                                                 | [ 22 ]            | Pin    |                                                               |                                                               |  |  |                                                                    |                                                                    |  |  |                                                               |                                                               |  |  |                                |                                |
|  | Dakota Kai                                                 | – Episodio 6                                               |                   | Pin    |                                                               |                                                               |  |  |                                                                    |                                                                    |  |  |                                                               |                                                               |  |  |                                |                                |
|  | Kavita Devi                                                | [ 27 ]                                                     |                   |        |                                                               |                                                               |  |  |                                                                    |                                                                    |  |  |                                                               |                                                               |  |  |                                |                                |
|  | Kavita Devi                                                | [ 27 ]                                                     | Dakota Kai        | Pin    |                                                               |                                                               |  |  |                                                                    |                                                                    |  |  |                                                               |                                                               |  |  |                                |                                |
|  | – Episodio 2                                               |                                                            | Dakota Kai        | Pin    |                                                               |                                                               |  |  |                                                                    |                                                                    |  |  |                                                               |                                                               |  |  |                                |                                |
|  |                                                            | Rhea Ripley                                                | [ 25 ]            |        |                                                               |                                                               |  |  |                                                                    |                                                                    |  |  |                                                               |                                                               |  |  |                                |                                |
|  | Rhea Ripley                                                | Rhea Ripley                                                | [ 25 ]            | Pin    |                                                               |                                                               |  |  |                                                                    |                                                                    |  |  |                                                               |                                                               |  |  |                                |                                |
|  | Rhea Ripley                                                |                                                            | – Episodio 8      | Pin    |                                                               |                                                               |  |  |                                                                    |                                                                    |  |  |                                                               |                                                               |  |  |                                |                                |
|  | Miranda Salinas                                            | [ 21 ]                                                     |                   |        |                                                               |                                                               |  |  |                                                                    |                                                                    |  |  |                                                               |                                                               |  |  |                                |                                |
|  | Miranda Salinas                                            | [ 21 ]                                                     | Kairi Sane        | Pin    |                                                               |                                                               |  |  |                                                                    |                                                                    |  |  |                                                               |                                                               |  |  |                                |                                |
|  | – Episodio 1                                               |                                                            | Kairi Sane        | Pin    |                                                               |                                                               |  |  |                                                                    |                                                                    |  |  |                                                               |                                                               |  |  |                                |                                |
|  |                                                            | Toni Storm                                                 | [ 23 ]            |        |                                                               |                                                               |  |  |                                                                    |                                                                    |  |  |                                                               |                                                               |  |  |                                |                                |
|  | Vanessa Borne                                              | Toni Storm                                                 | [ 23 ]            | [ 19 ] |                                                               |                                                               |  |  |                                                                    |                                                                    |  |  |                                                               |                                                               |  |  |                                |                                |
|  | Vanessa Borne                                              | – Episodio 5                                               |                   | [ 19 ] |                                                               |                                                               |  |  |                                                                    |                                                                    |  |  |                                                               |                                                               |  |  |                                |                                |
|  | Serena Deeb                                                | Pin                                                        |                   |        |                                                               |                                                               |  |  |                                                                    |                                                                    |  |  |                                                               |                                                               |  |  |                                |                                |
|  | Serena Deeb                                                | Pin                                                        | Serena Deeb       | [ 20 ] |                                                               |                                                               |  |  |                                                                    |                                                                    |  |  |                                                               |                                                               |  |  |                                |                                |
|  | – Episodio 3                                               |                                                            | Serena Deeb       | [ 20 ] |                                                               |                                                               |  |  |                                                                    |                                                                    |  |  |                                                               |                                                               |  |  |                                |                                |
|  |                                                            | Piper Niven                                                | Pin               |        |                                                               |                                                               |  |  |                                                                    |                                                                    |  |  |                                                               |                                                               |  |  |                                |                                |
|  | Santana Garrett                                            | Piper Niven                                                | Pin               | [ 27 ] |                                                               |                                                               |  |  |                                                                    |                                                                    |  |  |                                                               |                                                               |  |  |                                |                                |
|  | Santana Garrett                                            |                                                            | – Episodio 7      | [ 27 ] |                                                               |                                                               |  |  |                                                                    |                                                                    |  |  |                                                               |                                                               |  |  |                                |                                |
|  | Piper Niven                                                | Pin                                                        |                   |        |                                                               |                                                               |  |  |                                                                    |                                                                    |  |  |                                                               |                                                               |  |  |                                |                                |
|  | Piper Niven                                                | Pin                                                        | Piper Niven       | [ 22 ] |                                                               |                                                               |  |  |                                                                    |                                                                    |  |  |                                                               |                                                               |  |  |                                |                                |
|  | – Episodio 4                                               |                                                            | Piper Niven       | [ 22 ] |                                                               |                                                               |  |  |                                                                    |                                                                    |  |  |                                                               |                                                               |  |  |                                |                                |
|  |                                                            | Toni Storm                                                 | Pin               |        |                                                               |                                                               |  |  |                                                                    |                                                                    |  |  |                                                               |                                                               |  |  |                                |                                |
|  | Taynara Conti                                              | Toni Storm                                                 | Pin               | [ 24 ] |                                                               |                                                               |  |  |                                                                    |                                                                    |  |  |                                                               |                                                               |  |  |                                |                                |
|  | Taynara Conti                                              | – Episodio 6                                               |                   | [ 24 ] |                                                               |                                                               |  |  |                                                                    |                                                                    |  |  |                                                               |                                                               |  |  |                                |                                |
|  | Lacey Evans                                                | Pin                                                        |                   |        |                                                               |                                                               |  |  |                                                                    |                                                                    |  |  |                                                               |                                                               |  |  |                                |                                |
|  | Lacey Evans                                                | Pin                                                        | Lacey Evans       | [ 25 ] |                                                               |                                                               |  |  |                                                                    |                                                                    |  |  |                                                               |                                                               |  |  |                                |                                |
|  | – Episodio 3                                               |                                                            | Lacey Evans       | [ 25 ] |                                                               |                                                               |  |  |                                                                    |                                                                    |  |  |                                                               |                                                               |  |  |                                |                                |
|  |                                                            | Toni Storm                                                 | Pin               |        |                                                               |                                                               |  |  |                                                                    |                                                                    |  |  |                                                               |                                                               |  |  |                                |                                |
|  | Ayesha Raymond                                             | Toni Storm                                                 | Pin               | [ 27 ] |                                                               |                                                               |  |  |                                                                    |                                                                    |  |  |                                                               |                                                               |  |  |                                |                                |
|  | Ayesha Raymond                                             |                                                            |                   | [ 27 ] |                                                               |                                                               |  |  |                                                                    |                                                                    |  |  |                                                               |                                                               |  |  |                                |                                |
|  | Toni Storm                                                 | Pin                                                        |                   |        |                                                               |                                                               |  |  |                                                                    |                                                                    |  |  |                                                               |                                                               |  |  |                                |                                |
|  | Toni Storm                                                 | Pin                                                        |                   |        |                                                               |                                                               |  |  |                                                                    |                                                                    |  |  |                                                               |                                                               |  |  |                                |                                |

## Detalle de las Luchas
Primera Ronda:
- Lucha N°1: Princesa Sugheit derrotó a Kay Lee Ray.
  - Sugheit forzó a Ray a rendirse con un «Fujiwara Armbar».
- Lucha N°2: Serena Deeb derrotó a Vanessa Borne.
  - Deeb cubrió a Borne después de un «Spear».
- Lucha N°3: Shayna Baszler derrotó a Zeda.
  - Baszler forzó a Zeda a rendirse con un «Kirifuda Clutch».
  - Después de la lucha, el resto del stable de MMA, The Four Horsewomen (MMA) (Ronda Rousey, Jessamyn Duke y Marina Shafir), celebró junto a Baszler.
- Lucha N°4: Abbey Laith derrotó a Jazzy Galbert.
  - Laith cubrió a Galbert luego de revertir un «Powerbomb» con un «Alligator Clutch».
- Lucha N°5: Mercedes Martínez derrotó a Xia Li.
  - Martínez forzó a Li a rendirse con un «Dragon Sleeper Hold».
- Lucha N°6: Rachel Evers derrotó a Marti Belle.
  - Evers cubrió a Belle con un «Roll Up».
- Lucha N.º 7: Rhea Ripley derrotó a Miranda Salinas.
  - Ripley cubrió a Salinas después de un «Full Nelson Drop».
- Lucha N°8: Mia Yim derrotó a Sarah Logan.
  - Yim cubrió a Logan después de un «Sole Food».
- Lucha N°9: Toni Storm derrotó a Ayesha Raymond.
  - Storm cubrió a Raymond luego de revertir un «Splash» con un «La Magistral».
- Lucha N°10: Dakota Kai derrotó a Kavita Devi.
  - Kai cubrió a Devi después de un «Kaio Kick».
- Lucha N°11: Bianca BelAir derrotó a Sage Beckett.
  - BelAir cubrió a Beckett después de un «Spear».
- Lucha N°12: Piper Niven derrotó a Santana Garrett.
  - Niven cubrió a Garrett después de un «Michinoku Driver».
- Lucha N°13: Candice LeRae derrotó a Renee Michelle.
  - LeRae cubrió a Michelle después de un «Ms. LeRae's Wild Ride».
- Lucha N°14: Lacey Evans derrotó a Taynara Conti.
  - Evans cubrió a Conti después de un «Sit-out Slam».
- Lucha N°15: Nicole Savoy derrotó a Reina González.
  - Savoy forzó a González a rendirse con un «Armbar».
- Lucha N°16: Kairi Sane derrotó a Tessa Blanchard.
  - Sane cubrió a Blanchard después de un «Insane Elbow».

Segunda Ronda:
- Lucha N°1: Abbey Laith derrotó a Rachel Evers.
  - Laith cubrió a Evers con un «Alligator Clutch» luego de un «Powerbomb».
- Lucha N°2: Piper Niven derrotó a Serena Deeb.
  - Niven cubrió a Deeb después de un «Michinoku Driver».
- Lucha N°3: Mercedes Martínez derrotó a Princesa Sugheit.
  - Martínez cubrió a Sugheit después de un «Fisherman Buster».
- Lucha N°4: Kairi Sane derrotó a Bianca BelAir.
  - Sane cubrió a BelAir después de un «Insane Elbow».
- Lucha N°5: Toni Storm derrotó a Lacey Evans.
  - Storm cubrió a Evans después de un «Strong Zero».
- Lucha N°6: Shayna Baszler derrotó a Mia Yim.
  - Baszler forzó a Yim a rendirse con un «Kirifuda Clutch».
  - Después de la lucha, hubo una pequeña confrontación entre The Four Horsewomen de MMA y The Four Horsewomen de WWE (Charlotte Flair, Becky Lynch y Bayley).
- Lucha N.º 7: Dakota Kai derrotó a Rhea Ripley.
  - Kai cubrió a Ripley después de un «Double Foot Stomp».
- Lucha N°8: Candice LeRae derrotó a Nicole Savoy.
  - LeRae cubrió a Savoy después de un «Ms. LeRae's Wild Ride».
  - Después de la lucha, LeRae celebró junto a Johnny Gargano.

Cuartos de Final:
- Lucha N°1: Mercedes Martínez derrotó a Abbey Laith.
  - Martínez cubrió a Laith después de un «Fisherman Buster».
- Lucha N°2: Shayna Baszler derrotó a Candice LeRae.
  - Baszler forzó a LeRae a rendirse luego de revertir un «Ms. LeRae's Wild Ride» con un «Kirifuda Clutch».
- Lucha N°3: Toni Storm derrotó a Piper Niven.
  - Storm cubrió a Niven después de un «German Suplex» contra la segunda cuerda y un «Diving Leg Drop».
- Lucha N°4: Kairi Sane derrotó a Dakota Kai.
  - Sane cubrió a Kai después de un «Insane Elbow».

Semifinales:
- Lucha N°1: Shayna Baszler derrotó a Mercedes Martínez.
  - Baszler forzó a Martínez a rendirse con un «Kirifuda Clutch».
- Lucha N°2: Kairi Sane derrotó a Toni Storm.
  - Sane cubrió a Storm después de un «Insane Elbow».

Final:
- Kairi Sane derrotó a Shayna Baszler y ganó el torneo Mae Young Clasic 2017.
  - Sane cubrió a Baszler después de un «Insane Elbow».
  - Después de la lucha, Sane y Baszler se abrazaron en señal de respeto.